# Svatohavelský sněm
Svatohavelský sněm byl jedním z významných zemských sněmů doby husitské. Sešel se z iniciativy pražanů a umírněných husitů ve dnech 16. října až 1. listopadu 1423 v Praze a zúčastnil se ho kromě kališníků i větší počet katolických šlechticů, kterým byly poskytnuty glejty. Sněmu se nezúčastnili táborité ani nikdo z nově vytvořeného Žižkova východočeského svazu.  Předmětem jednání byl program politické i hospodářské obnovy země, ale hlavní příčinou jeho svolání byly právě obavy ze vzrůstající moci Jana Žižky. Závěry sněmu zahrnovaly i  tvrdý a nesmlouvavý postup proti zemským škůdcům a prohlášení, že kdo se k těmto úmluvám nepřipojí, bude považován za nepřítele. I když zde Žižka nebyl přímo jmenován, úmluvy byly namířeny zejména proti němu.
Sněm zvolil do čela země dvanáctičlennou vládu s paritním zastoupením kališnických a katolických šlechticů (10 pánů a 2 nižší šlechtici). Zástupci kališnické strany byli Hynek Krušina z Lichtenburka, Hynek Koldštejnský z Valdštejna, Hašek z Valdštejna, Heřman z Landštejna a Borotína, Diviš Bořek z Miletínka a Jan ze Smiřic. Za katolíky byli do vlády zvoleni Čeněk z Vartenberka, Oldřich z Rožmberka, Hynek Hlaváč z Dubé, Aleš Holický ze Šternberka, Jan starší z Michalovic a Fridrich z Kolovrat.
Na sněmu došlo k vytvoření aliance umírněných husitů s českými katolíky, která bývá nazývána svatohavelskou koalicí. Koaličním vojskům se podařilo na jaře následujícího roku obklíčit Žižku u Kostelce nad Labem, ale Žižkovi se podařilo uniknout a pak své nepřátele porazit v bitvě u Malešova. Následně se tato aliance prakticky rozpadla.